# فرودگاه زبری
فرودگاه زبری  (به انگلیسی: Zabré Airport)  یک فرودگاه همگانی  با کد یاتا XZA است . این فرودگاه در  کشور بورکینافاسو قرار دارد و در ارتفاع ۲۷۰ متری از سطح دریا واقع شده است.